# 神话 (电影)
《神話》是一部2005年由唐季禮執導的在香港上映的武侠奇幻冒险爱情電影，成龙、金喜善、玛莉卡·舒拉瓦和梁家辉主演。
根据本片改编而成的電視劇《神话》于2010年在央视8台首播，唐季礼任该剧艺术总监，成龙任该剧总监制。

## 劇情
- 電影標語：前世夢境 今生尋覓 千軍萬馬 現在重臨。

### 勇者尋秦
蒙毅將軍（由成龍飾演）是位秦朝皇帝手下勇猛又忠心的悍將，他奉命保護從朝鮮到來嫁秦皇為妾的玉漱公主。玉漱公主是為了避免祖國遭受侵略，才答應婚事的。
迎親過程中劫難不斷，蒙毅始終恪盡職守全力保護著公主，兩人情不自禁對對方產生了感情，但由於兩人的身分，他們一直把這分感覺藏在心中。
後來秦皇病重，此時長生不老藥已經煉成，但護送寶藥的軍隊卻被叛軍阻撓。忠心的蒙毅自願前去為始皇取藥。在敵眾我寡的懸殊比例下，蒙毅拼死把寶藥交給他的副將南宮彥送回，自己則戰死沙場。
發動叛變的宰相李斯及中車府令趙高不相信寶藥為真，強逼玉漱公主與南宮彥試服，反而令他們長生不老，兩人最終被當作秦始皇陪葬品的一部份，被秦人封進秦皇陵墓。他們在浮宮定居，玉漱公主表明她會一直等候蒙毅歸來，這一等，便是二千年……

### 奇兵尋寶
時間來到現代，Jack，一位知名考古學家，他不斷地夢見自己成為將軍，並拯救了來自遠方的公主。根據夢境中的線索，Jack尋獲一個南亞國王的墳墓，從墓中找到了一把與他前世有關的寶劍。Jack的死黨William（梁家輝飾）在墳墓裡搞出一些麻煩，導致Jack被警方追捕。印度女子（瑪莉卡·舒拉瓦飾）從警方手中救走Jack和幫助他返國。Jack循著寶劍上的線索找到了始皇陵，發現浮宮，遇見了二千年後仍然在世的玉漱公主和南宮彥……

## 票房
《神话》于2005年9月23日在香港上映，上映头三天就获得了623万港元的票房收入。并在香港最终获1,700万港元的票房，成为当年香港票房第三高的影片，亚洲票房收入为1.2亿美元。

## 演員
| 演員             | 角色                | 简介                  | 备注 |
| 成龍             | 蒙毅                | 秦朝將軍              |      |
| 成龍             | Jack                | 考古学家，蒙毅的轉世  |      |
| 金喜善           | 玉漱                | 朝鲜公主、秦皇麗妃    |      |
| 梁家輝           | William             | 科学家                |      |
| 孙周             | 古先生              | 赞助William考古的商人 |      |
| 瑪莉卡·舒拉瓦    | Samantha            | 印度女孩              |      |
| 譚耀文           | 徐貴                | 秦朝大将              |      |
| 邵兵             | 南宮彥              | 秦朝大将              |      |
| 于荣光           | 赵旷                | 秦朝大将，效忠李斯    |      |
| 崔民秀           | 崔將軍              |                       |      |
| 劉思惠           | Maggie              |                       |      |
| 盧惠光           | 古龍                |                       |      |
| 葉山豪           | 古虎                |                       |      |
| 晉松             | 勁松                |                       |      |
| 王合喜           | 孟傑                |                       |      |
| Sudhanshu Pandey | Dasar Guard Captain |                       |      |
| Ram Gopal Bajaj  | Senior Monk         |                       |      |

## 歌曲
| 曲別   | 歌曲                         | 演唱者                       |
| ------ | ---------------------------- | ---------------------------- |
| 主題曲 | 《Endless Love（無盡的愛）》 | 成龙（中文）、金喜善（韩语） |
| 主題曲 | 《美丽的神话》               | 孙楠、韩红                   |
| 插曲   | Kiss me one more time        | 양전석（楊正錫）             |

## 獎項
| 頒獎典禮             | 獎項             | 名單                                               | 結果 |
| -------------------- | ---------------- | -------------------------------------------------- | ---- |
| 第25屆香港電影金像獎 | 最佳電影         |                                                    | 提名 |
| 第25屆香港電影金像獎 | 最佳動作設計     | 成龍、唐季禮、元德                                 | 提名 |
| 第25屆香港電影金像獎 | 最佳原創電影歌曲 | 作曲:崔浚榮 填詞：崔浚榮、王中言 主唱:成龍、金喜善 | 提名 |
| 第25屆香港電影金像獎 | 最佳視覺效果     | 蔡招文基、曹展能                                   | 提名 |

## 改編電視劇
同名中國大陸電視劇《神話》於2010首播，由蔣家駿執導，成龍和唐季禮監製，胡歌、白冰、張世等主演。

## 外部連結
- Yahoo奇摩電影上《神話》的資料（繁體中文）
- 開眼電影網上《神話》的資料（繁體中文）
- 豆瓣电影上《神話》的資料 （简体中文）
- 时光网上《神話》的資料（简体中文）
- AllMovie上《神話》的资料（英文）
- 爛番茄上《神話》的資料（英文）
- 香港影庫上《神話》的資料（繁體中文）
- 互联网电影数据库（IMDb）上《神話》的资料（英文）